# Danilo Cardoso
Danilo Cardoso Novais da Silva (Umuarama, 27 marzo 1997) è un calciatore brasiliano, difensore dell'Imabari.

## Carriera
Nato a Umuarama, è cresciuto nel settore giovanile del Villa Nova. Nella stagione 2018 ha fatto parte della rosa della prima squadra, dove però non è stato impiegato. Nello stesso anno si è trasferito all'Athletic, con cui ha ottenuto la promozione dal Campeonato Mineiro Segunda Divisão.
In vista della stagione 2019, viene acquistato dal Coimbra, vincendo il Campeonato Mineiro Módulo II al termine della stagione. Nel settembre 2020 ha fatto ritorno all'Athletic, contribuendo alla promozione della squadra nella massima divisione statale.
Il 1º giugno 2021 viene ceduto in prestito all'Inter de Limeira fino al termine della Série D. Tuttavia, il prestito è stato interrotto il 28 luglio successivo a causa di motivi personali, ed è stato ceduto con la stessa formula a Betim Futebol e Boston City Brasil nelle serie inferiori del Campionato Mineiro, facendo ritorno nuovamente all'Athletic il 15 dicembre.
Il 5 maggio 2022 passa in prestito al Vitória. Tuttavia, il 12 giugno seguente ha lasciato la squadra e sei giorni dopo è stato girato in prestito al Goiás.
Il 23 luglio ha esordito nel Brasileirão, disputando l'incontro pareggiato per 3-3 contro il San Paolo, partita nella quale va anche a segno.

## Statistiche

### Presenze e reti nei club
Statistiche aggiornate al 25 novembre 2022.
| Stagione        | Squadra            | Campionato      | Campionato | Campionato | Coppe nazionali | Coppe nazionali | Coppe nazionali | Coppe continentali | Coppe continentali | Coppe continentali | Altre coppe | Altre coppe | Altre coppe | Totale | Totale |
| Stagione        | Squadra            | Comp            | Pres       | Reti       | Comp            | Pres            | Reti            | Comp               | Pres               | Reti               | Comp        | Pres        | Reti        | Pres   | Reti   |
| --------------- | ------------------ | --------------- | ---------- | ---------- | --------------- | --------------- | --------------- | ------------------ | ------------------ | ------------------ | ----------- | ----------- | ----------- | ------ | ------ |
| 2018            | Athletic           | SD/MG           | 15         | 0          |                 | -               | -               |                    | -                  | -                  |             | -           | -           | 15     | 0      |
| 2019            | Coimbra            | M2/MG           | 4          | 0          |                 | -               | -               |                    | -                  | -                  |             | -           | -           | 4      | 0      |
| ott.-dic. 2020  | Athletic           | M2/MG           | 9          | 1          |                 | -               | -               |                    | -                  | -                  |             | -           | -           | 9      | 1      |
| gen.-mag. 2021  | Athletic           | M1/MG           | 12         | 1          |                 | -               | -               |                    | -                  | -                  |             | -           | -           | 12     | 1      |
| giu.-lug. 2021  | Inter de Limeira   | D               | 6          | 0          |                 | -               | -               |                    | -                  | -                  |             | -           | -           | 6      | 0      |
| ago. 2021       | Betim Futebol      | M2/MG           | 5          | 0          |                 | -               | -               |                    | -                  | -                  |             | -           | -           | 5      | 0      |
| set.-dic. 2021  | Boston City Brasil | SD/MG           | 8          | 0          |                 | -               | -               |                    | -                  | -                  |             | -           | -           | 8      | 0      |
| gen.-apr. 2022  | Athletic           | M1/MG           | 13         | 0          |                 | -               | -               |                    | -                  | -                  |             | -           | -           | 13     | 0      |
| mag.-lug. 2022  | Vitória            | C               | 6          | 1          | CB              | 1               | 0               |                    | -                  | -                  |             | -           | -           | 7      | 1      |
| lug.-dic. 2022  | Goiás              | A               | 5          | 1          | CB              | -               | -               |                    | -                  | -                  |             | -           | -           | 5      | 1      |
| gen.-mag. 2023  | Athletic           | M1/MG           | 10         | 0          | CB              | 1               | 0               |                    | -                  | -                  | RM          | 1           | 0           | 12     | 0      |
| Totale carriera | Totale carriera    | Totale carriera | 93         | 4          |                 | 2               | 0               |                    | -                  | -                  |             | 1           | 0           | 96     | 4      |

## Palmarès

### Club

#### Competizioni statali
- Campeonato Mineiro Módulo II: 1

Coimbra: 2019
- Recopa Mineira: 1

Athletic: 2022